# Subir al cielo
Subir al cielo es la primera película de ficción de la directora Lucía Herrera. El largometraje está registrado con licencia Creative Commons y todo el proceso de producción ha sido desarrollado con presupuesto cero a través de una fórmula de coparticipación. Se trata de un proyecto cinematográfico en el que destacan valores como la ecología, la movilidad sostenible o los hábitos de vida saludable. Subir al cielo es una producción de Unión Fílmica en colaboración con DP Communication.

## Sinopsis
El film muestra los lados introspectivos de tres mujeres: Murias, Lois y Deva. Personajes que luchan y buscan su propia voz.
Murias trata de encontrar su lugar en la historia; pasado, presente y memoria de quienes somos. Lois busca certezas y nuevas preguntas. Y Deva desarma su modelo cotidiano cuando su marido le confiesa su traición.
Personajes que intentan escapar de la presión de un tiempo que pasa, momentos de decisiones reversibles o irreversibles, que nos atan o separan de las convenciones. Mujeres que aman la ciudad y las bicicletas; los suelos que permanecen y las historias con identidad.
Retratos que intentan ordenar el caos o simplemente aprender a escuchar la voz propia. 

## Reparto
| Murias  | Rosalía Reguero    |
| Lois    | Verónica Castro    |
| Deva    | Mónica Vacas       |
| Longrey | Enrique Gutiérrez  |
| Mián    | Juan Guzmán        |
| Esteban | Borja García       |
| Ferroy  | Iván Nosty         |
| Anes    | Juan Alonso        |
| Miranda | Lara López         |
| Navarro | Fernando Fernández |
| Lars    | Peter Boronkai     |
| Vigo    | Nacho Vegas        |

## Banda sonora
La música adquiere una notable relevancia en Subir al cielo, hasta el punto de conformarse como un personaje más dentro de la trama. La banda sonora de la película incluye canciones de algunas de las bandas más prestigiosas de la escena indie española, como Love of Lesbian, Nosotrash, La bien querida, o los asturianos Elle Belga y Nacho Vegas, que participan además con canciones inéditas. Otras bandas que ponen música a Subir al cielo son los británicos Just Handshakes (We're British), The School, Neotic y Kitten Cake, cuyas canciones están registradas con licencia Creative Commons.

## Localizaciones
El largometraje ha sido rodado íntegramente en el Principado de Asturias, tanto en entornos urbanos como rurales. La acción se sitúa en espacios como Gijón, Oviedo, Castropol, Lois, Avilés o Llanera. Como dato curioso, cabe destacar que todos los personajes de Subir al cielo reciben el nombre de un pueblo o parroquia asturiana: Murias, Lois, Deva, Longrey, Mián, Esteban, Ferroy, Anes, Miranda, Navarro, Vigo

## Presencia mediática
Desde que comenzara el rodaje con la filmación de la Masa Crítica de Gijón, el proyecto Subir al Cielo ha suscitado un notable interés en los medios de comunicación. El teaser de la película ha sido emitido en el programa Pieces de TPA junto a una entrevista a la directora. Así mismo, también se han publicado entrevistas en algunos medios de prensa escrita como Diario Expansión, El Comercio o La Nueva España. Por otro lado, se han hecho eco del proyecto diversos blogs y medios en línea de ámbito nacional, como Cine y Tele, El blog del cine español, Creativos Conecta2 o Punto Caótico.